# Parafia Świętych Apostołów Piotra i Pawła w Łękawicy
Parafia Świętych Apostołów Piotra i Pawła w Łękawicy – jedna z 8 parafii rzymskokatolickich dekanatu głowaczowskiego diecezji radomskiej. Do 1992 roku należała do diecezji sandomiersko-radomskiej, z której 25 marca 1992 Jan Paweł II wydzielił samodzielną diecezję radomską. Historycznie parafia Łękawica należała do dekanatu kozienickiego.

## Historia
Kościół pw. św. Apostołów Piotra i Pawła zbudowano w 1952, z inicjatywy ks. Józefa Nowickiego, jako punkt dojazdowy z parafii Magnuszew. Parafię erygował w 1957 bp Jan Kanty Lorek z wydzielonych wiosek parafii macierzystej. Kościół był konsekrowany w 1964 przez bp. Piotra Gołębiowskiego. Jest zbudowany z cegły czerwonej.
W latach 2007–2011 organistą i kościelnym tej parafii był autor publikacji naukowej Dzieje Grabowa i gminy Grabów nad Pilicą – prof. dr hab. Łukasz Karol Uliasz.

## Proboszczowie
- 1957–1963 – ks. Wacław Krzysztofik
- 1963–1971 – ks. Adam Łyżwa
- 1971–1975 – ks. Florian Rafałowski
- 1975–1987 – ks. Adam Wysocki
- 1987–1991 – ks. Tadeusz Kszczot
- 1991–2007 – ks. kan. Szczepan Iskra
- 2007–2010 – ks. Stanisław Kwiatkowski
- 2010–2013 – ks. Zbigniew Skorża
- 2013–2023 – ks. Dariusz Sałek
- od 2023 – ks. Sławomir Ogorzałek

## Zasięg parafii
Do parafii należą wierni z miejscowości: Basinów, Celinów, Dziecinów, Edwardów, Łękawica i Studzianki.